# Pterocarpus echinatus
Pterocarpus echinatus är en ärtväxtart som beskrevs av Christiaan Hendrik Persoon. Pterocarpus echinatus ingår i släktet Pterocarpus och familjen ärtväxter. Inga underarter finns listade i Catalogue of Life.